# Incidente dell'Avro Super Trader IV di Air Charter del 1959
Il G-AGRH Zephyr era un Avro Super Trader IV cargo schiantatosi sul Monte Süphan nella Turchia orientale il 23 aprile 1959. Il Super Trader IV era un Avro Tudor IV modificato, che era stato dotato di un portellone di carico a poppa e volava con la stiva non pressurizzata.

## L'incidente
G-AGRH, di proprietà della Air Charter Limited, partì da Ankara per un volo verso il Bahrein, tappa di un lungo volo cargo dal Regno Unito all'aeroporto di Woomera in Australia. L'aereo trasportava dodici uomini e attrezzature top secret che avevano lo scopo di testare i razzi a Woomera (la destinazione del velivolo era un luogo solitamente usato per condurre dei test sui vari tipi di razzi e missili). Tra Ankara e Teheran l'aereo viaggiò attraverso un corridoio aereo che lo avrebbe portato al centro del lago di Van, il più grande lago della Turchia, quasi circondato da montagne e situato vicino al confine sovietico-armeno.
Alle 08:14 l'aereo sorvolò Gemerek al livello di volo 115 e alle 08:59 sorvolò Elazığ a quota 135. L'ultimo rapporto di posizione venne mandato alle 09:26 presso Muş. L'aereo si era schiantato sulle montagne circostanti venendo ritrovato sei giorni dopo sul monte Süphan, poco a nord del lago di Van.
Una squadra speciale di soccorso alpino della Royal Air Force, composta da sei uomini e partita da Nicosia, Cipro, raggiunse il luogo dell'incidente in cima alla montagna alcuni giorni dopo e demolì il relitto dell'aereo con gli esplosivi dopo aver recuperato diversi documenti importanti.
C'erano speculazioni non provate che ci fossero testate nucleari caricate a bordo. Una fonte anonima affermò che, alcuni anni dopo, ad alcuni abitanti del villaggio che si erano avvicinati al relitto era stato diagnosticato il cancro ed erano morti a causa dell'elevata esposizione alle sostanze radioattive.

## Indagini
L'indagine ufficiale sull'incidente concluse che l'aereo, che stava volando guidato dalla strumentazione, era finito fuori rotta a nord rispetto al suo piano di volo a causa del forte vento schiantandosi contro la montagna. I venti più forti del previsto potrebbero essere stati un fattore che contribuì al disastro: non è stato possibile indagare accuratamente a Muş e le previsioni del vento a Van non sono state verificate. In aggiunta a ciò, le temperature di quel giorno avrebbero portato a una lettura dell'altimetro indicata e i calcoli sul volo e i contatti con i radiofari non erano coordinati e controllati.